# Spiritual Healing
Spiritual Healing — третій альбом дез-метал гурту Death, який був випущений у 1990 році на лейблі Morrisound Recording. Звучання стилю гурту розвилося у бік мелодійности та технічності. Більшість композицій написані Чаком Шульдінером. У складі гурту відбулися деякі зміни. З гурту пішов Рік Роз, замінив його віртуоз Джеймз Мерфі, який скомпонував з Чаком гармонічний гітарний дует. Зріст у мелодійности та технічности пояснюється тим, що якими би новаторськими не були попередні альбоми, потрібно підтримувати свою позицію у дез-металі. Для цього потрібні були технічні музиканти і новаторський запис. Якось Чак сказав: 
|  | Дух моєї музики, навіть якщо вам важко це уявити, надзвичайно позитивний. Хай теми і негативні, але ж у основі кожної закладена надія на краще. Я твердо переконаний, що все має нести позитивний дух у собі. Навіть, якщо вам здається, що земля виходись з-під ніг, у вас завжди є шанс піднятися. В цьому сенсі я вважаю, що музика має неймовірну здібність розвернути ваше життя, якщо щось пішло не так, заставити вас підняти голову і все подолати. |

 У своїх текстах Чак продовжував боротися зі злом, невіглаством і усталеними стереотипами середньостатистичних американців. На "Spiritual Healing" Чак Шульдінер торкнувся теми впливу церковної індустрії на розум прихожан. Згідно однієї легенди, сама ідея третього студійного альбому народилася у лідера "Death" під час перегляду однієї телевізійної проповіді, під час якої пастор однієї з церков нібито зціляв безнадійно хворих людей.
Титульна пісня розповідає про кокаїнозалежну жінку, що виношує дитину, яка приречена стати залежною від кокаїну.

## Обкладинка
Обкладинку знову малював художник Ед Репка. Це його остання робота з гуртом. На ній зображений інвалід і юрби священиків-псевдоцілителів з грошима у кишенях.

## Список композицій
1. «Living Monstrosity» — 5:08
2. «Altering the Future» — 5:34
3. «Defensive Personalities» — 4:45
4. «Within the Mind» — 5:34
5. «Spiritual Healing» — 7:44
6. «Low Life» — 5:23
7. «Genetic Reconstruction» — 4:52
8. «Killing Spree» — 4:16